# James Gibbons
James Gibbons, ameriški rimskokatoliški duhovnik, škof in kardinal, * 23. julij 1834, Baltimore, † 24. marec 1921.

## Življenjepis
30. junija 1861 je prejel duhovniško posvečenje.
3. marca 1868 je bil imenovan za apostolskega vikarja Severne Karoline in za naslovnega škofa Adramyttiuma; škofovsko posvečenje je prejel 16. avgusta istega leta. 1. novembra 1868 je bil ustoličen kot vikar.
30. julija 1872 je bil imenovan za škofa Richmonda in 20. oktobra istega leta je bil ustoličen.
20. maja 1877 je bil imenovan za sonadškofa Baltimora in za naslovnega nadškofa Ionopolisa; polni nadškof je postal 3. oktobra istega leta.
7. junija 1886 je bil povzdignjen v kardinala in imenovan za kardinal-duhovnika bazilike svete Marije v Trasteveru.